# باسرسدورف
باسرسدورف (بالألمانية: Bassersdorf) هي إحدى بلديات مقاطعة بولاخ في كانتون زيورخ في سويسرا. تبلغ مساحتها 9.02 كيلومتر مربع، ويقدر عدد سكانها بـ 11655 نسمة (حسب تعداد ديسمبر 2017).

## توأمة
لباسرسدورف اتفاقيات توأمة مع:
- إيغل

## أعلام
- ميلاني ثورنتون
- روي غلمي